# أختام دلمونية

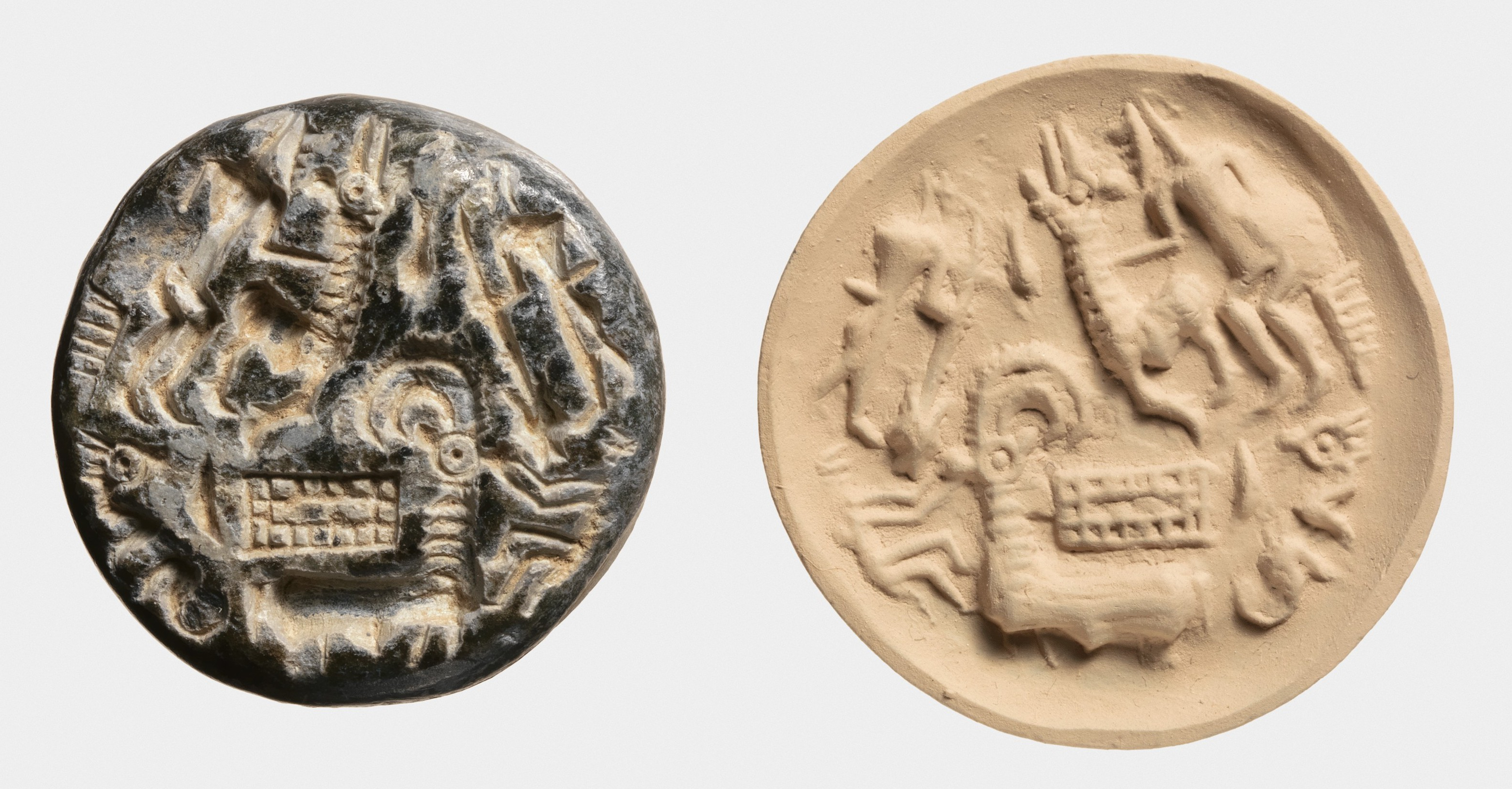
ختم دلموني مع صيادين وماعز وقلم مستطيل، يعود تاريخه إلى أوائل الألفية الثانية قبل الميلاد تقريبًا.

الأختام الدلمونية تعتبر من أبرز المعالم الأثرية التي تعكس حضارة دلمون القديمة التي ازدهرت في البحرين خلال الألفية الثالثة قبل الميلاد. تستخدم هذه الأختام كأدوات لتوثيق المعاملات التجارية وتحديد الملكية وقد كانت تصنع عادة من الحجر أو الطين وتتميز بنقوشها الفنية المعقدة التي تعكس الثقافة والدين والمعتقدات الاجتماعية في تلك الفترة.
تعتبر دلمون مركزا تجاريا هاما في الخليج العربي وقد ساهمت الأختام في تعزيز العلاقات التجارية بين دلمون ومناطق أخرى مثل بلاد الرافدين وبلاد الشام. تظهر النقوش الموجودة على الأختام موضوعات متنوعة منها الأسطورية والدينية مما يبرز الفنون والمهارات الحرفية التي كانت قائمة في تلك الحقبة.
لقد أكد الباحثين والمهتمين بتاريخ منطقة الخليج العربي أن جزر مملكة البحرين قد شهدت حضارة متقدمة عرفت باسم حضارة دلمون، عاصرت حضارات الشرق الأدنى القديم الكبرى، مثل حضارات وادي الرافدين ووادي النيل ووادي السند. وقد تواصلت مع تلك الحضارات اقتصاديا وسياسيا ودينيا وفكريا وحققت الكثير من الإنجازات، وكان لها دور متميز وفاعل في مسيرة الحضارة الإنسانية خلال الفترة الممتدة ما بين الألف الثالثة ونهاية الألف الأول قبل الميلاد. وتقع حضارة دلمون في الجزء الشرقي للخليج العربي، وعرفها السومريون باسم أرض الفردوس وأرض الخلود والحياة "مملكة البحرين حالياً". وتمثل أرض دلمون قديماً همزة الوصل بين الشرق الأوسط والشرق الأدنى. فهي بمثابة الأثر الحضاري لمملكة البحرين. وذكرت أساطير وادي الرافدين دلمون في العديد من الألواح المسمارية، وذلك نظراً لما تمثله هذه الجزيرة من مكانه دينية لدى الآلهة السومرية، ومكانه هامة أيضاً للتبادل التجاري. ومن أهم معالم الحضارة الدلمونية في البحرين معابد باربار ومستوطنة سار ومقابر عالي ومدينة حمد، ومجموعة عديدة من المواقع الأثرية. ولعل أهم ما تركته تلك الحضارة هو الأختام الدلمونية الدائرية والتي تصور لنا بعض المواقف والطقوس الدينية والحرف الزراعية والتجارية وغيرها، مما يلقى الضوء على طبيعة الحياة في جزيرة دلمون.

## الأختام الدلمونية
الأختام وهي الجمع لكلمة ختم وهو الطابع الذي تطبع به السمة، وهو عبارة عن قطعة من الحجارة صغيرة الحجم مستديرة الشكل يتراوح متوسط قطرها 2.5 سنتيمتراً، غير أن أكبر ختم بلغ 6.5 سنتيمتر. والختم عبارة عن قطعة صغيرة من الحجر أو الطين ونادراً من المعدن، يحفر على وجهها موضوع معين يمثل رمزاً مميزاً لصاحبه، ويثبت شخصيته وملكيته على الشيء الذي يحمل طبعة هذا الختم، ولذلك ليس للختم نسخة ثانية إطلاقاً، وكان الختم في أغلب الحالات يدفن مع صاحبه خوفاً من أهله على قيام غيره باستخدامه والتلاعب به. ويتفق الباحثون على أن الختم لم يرتبط بتاريخ الكتابة وإنما ظهر قبل اختراعها وكان وسيلة للتعبير عن الملكية الشخصية.
وقد صنعت هذه الأختام من مادة الحجر الصابوني الأسيتات المقوى بواسطة الحرق، ويتم تزجيجه بعد الحفر. ويتكون الختم من وجهين والوجه الأول يطلق عليه الوجه وهو عبارة عن شكل دائري مسطح تنقش عليه مجموعة من العناصر والزخارف يقوم الفنان بتنفيذها، ويكون هذا الحفر غائراً (نسخة سالبة) والغرض من ذلك أن يعطي صورة موجبة بارزة أثناء طبعه على خامة الطين الطري، أما الوجه الثاني أو ظهر الختم فهو عبارة عن جزء محدب نصف دائري، ويمر فيه شريط ضيق يقع في المسافة بينه وبين المحيط الخارجي للختم.

## تصنيفات الأشكال الزخرفية على الأختام الدائرية الدلمونية
تعددت تصنيفات الأختام الدائرية الدلمونية في الدراسات المختلفة، وفي دراسة قامت الباحثة بعمل تصنيفاً مركباً بحيث أن كل تصنيف من التصنيفات الست التي قدمتها الباحثة تضمن تصنيفات فرعية أخرى، وذلك بغرض استخلاص دلالتها البيئية في الواقع، والاستدلال على معناها الرمزي من خلال نقشها على الأختام الدلمونية الدائرية، وذلك على النحو التالي:
- العناصر الآدمية: وتضمنت (الملوك والآلهة - العبيد - أشكال مركبة - أشكال تدل على الإنسان).
- العناصر الحيوانية: وتضمنت (الغزال - الثور - الظبي - السبع - السلحفاة - السلطعون - الثعبان - العقرب - رؤوس حيوانات - أشكال طوطمية).
- عناصر الطيور: وتضمنت (طائر الحباري - الهدهد - الصقر).
- العناصر النباتية: وتضمنت (النخيل - سعف النخيل - الزهور - نباتات أخرى).
- العناصر والرموز الدينية: وتضمنت (الشمس - النجوم - الهلال - المعبد الدلموني).
- العناصر المتنوعة: وتضمنت (أدوات الصيد - القوارب - جرار الشراب).